# Jadwiga Elżbieta Amalia Sobieska
Jadwiga Elżbieta Amalia Sobieska, z domu von Pfalz-Neuburg (ur. 18 lipca 1673, zm. 10 sierpnia 1722 we Wrocławiu) – córka Filipa Wilhelma (1615–1690), elektora Palatynatu Reńskiego, i jego żony Elżbiety Amalii Hessen-Darmstadt.

## Życiorys
8 lutego 1691 roku wyszła za mąż za królewicza Jakuba Ludwika Sobieskiego, syna Jana III Sobieskiego, króla Polski i królowej Marysieńki. Jej mąż był wcześniej zaręczony z Ludwiką Karoliną Radziwiłłówną, która jednak poślubiła brata Jadwigi Elżbiety – Karola III Filipa, księcia Neuburga.
Starszymi siostrami Jadwigi Elżbiety były m.in.: Maria Zofia – królowa Portugalii jako żona Piotra II Spokojnego, Maria Anna – królowa Hiszpanii jako żona Karola II Habsburga, i Eleonora Magdalena – cesarzowa jako żona Leopolda I Habsburga.
Wnukiem Jadwigi Elżbiety był Karol Edward Stuart. Wnuczką jej siostry – Eleonory Magdaleny była cesarzowa Maria Teresa Habsburg, matka m.in. Marii Karoliny, królowej Sycylii i Neapolu, oraz Marii Antoniny, królowej Francji.

## Dzieci
- Maria Joanna Leopoldyna Sobieska (ur. 30 kwietnia 1693, zm. 12 lipca 1695),
- Maria Kazimiera Sobieska (ur. 20 stycznia 1695, zm. 18 maja 1723), wstąpiła do zakonu, ale jej ojciec próbował wydać ją za Karola XII Szwedzkiego[potrzebny przypis],
- Jan Sobieski (ur. na przełomie 1695 i 1696, zm. 1696),
- Maria Karolina Katarzyna Sobieska (ur. 15 listopada 1697, zm. 8 maja 1740), żona Fryderyka Maurycego de la Tour d’Auvergne, potem Karola Godefroid de la Tour d’Auvergne, księcia Bouillon,
- Jan Sobieski (ur. 1699, zm. w niemowlęctwie),
- Maria Klementyna Sobieska (ur. 17 lipca 1701, zm. 24 stycznia 1735), żona Jakuba Stuarta (syna króla Jakuba II Stuarta),
- Maria Magdalena Sobieska (ur. i zm. 3 sierpnia 1704).